# Brandýský hřbet
Brandýský hřbet je geomorfologický podokrsek Svitavské pahorkatiny. Nachází se v její severní části v okrese Ústí nad Orlicí. Nejvyšším vrcholem hřbetu je bezejmenná kóta 578 m severovýchodně od Kozlova.

## Geomorfologie
Brandýský hřbet náleží do geomorfologické subprovincie Česká tabule, oblasti Východočeská tabule, celku Svitavská pahorkatina, podcelku Českotřebovská vrchovina a okrsku Kozlovský hřbet. Začíná u obce Sudslava a táhne se jihovýchodním směrem kolem Brandýsa nad Orlicí a Řetové ke Zhoři, kde končí. Na severovýchodě jej od sousedních hřbetů dělí postupně toky Brodce, Tiché Orlice a Řetůvky. Na jihozápadě spadají svahy hřbetu do níže položených částí České tabule Choceňské plošiny a Litomyšlského úvalu.

## Vrcholy

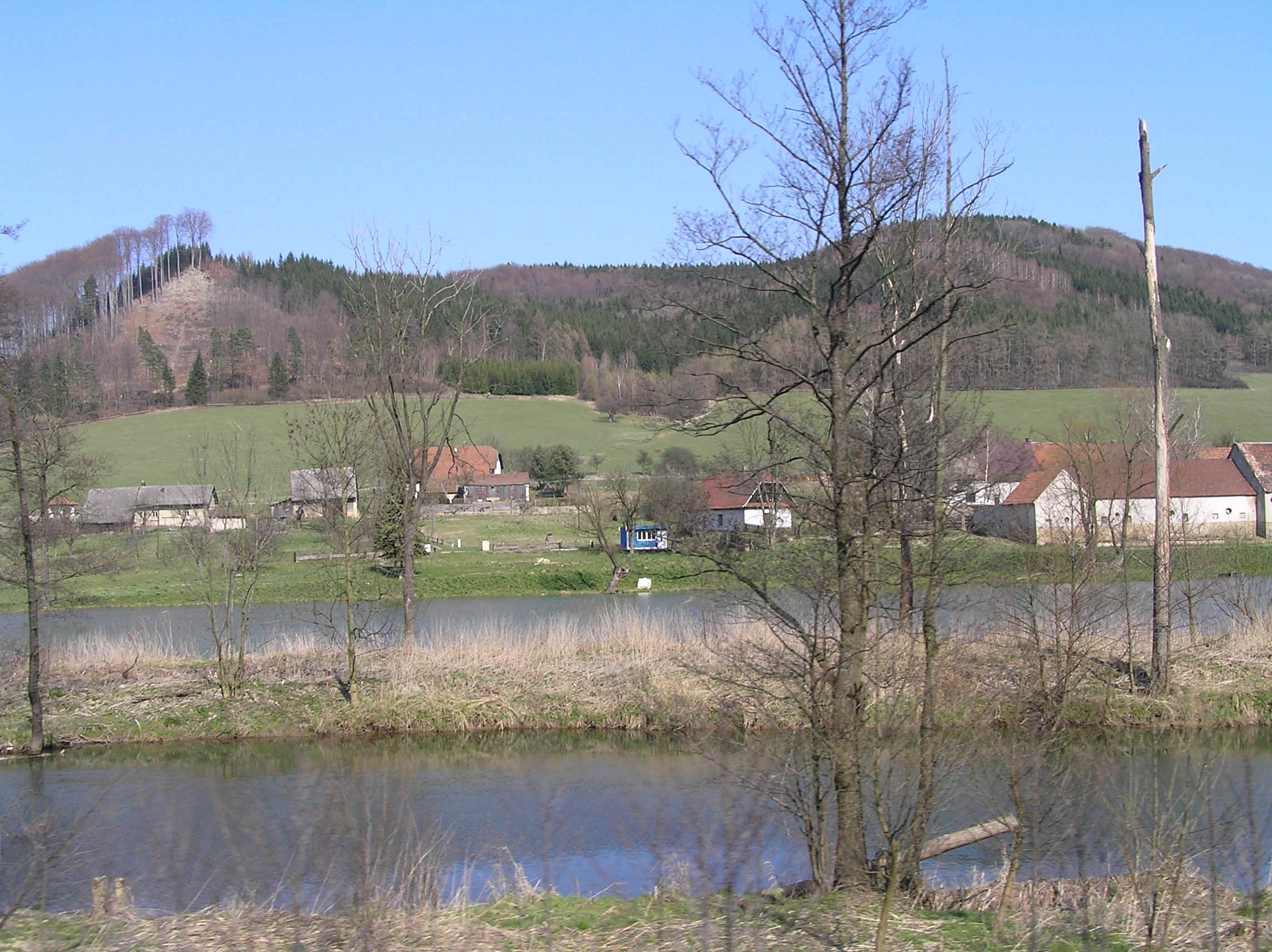
Zátvor

Seřazeno od severozápadu k jihovýchodu:
- bezejmenný (474 m, jihovýchodně od Sudslavi, okrajový vrchol)
- bezejmenný (511 m, severozápadně od Horní Rozsochy)
- Hliník (508 m)
- Zátvor (496 m)
- Roveň (378 m, v průlomu Tiché Orlice)
- Lysina (507 m)
- Vilámovský kopec (510 m)
- Řetová (559 m)
- bezejmenný (556 m, severovýchodně od Zhoře)
- Zhořský kopec (560 m)
- bezejmenný (578 m, severovýchodně od Kozlova)

## Vodstvo
Přibližně uprostřed v prostoru osady Bezpráví se hřbetem v východu na západ prolamuje Tichá Orlice. Její tok zde tvoří velký meandr okolo vrchu Roveň. Do jejího povodí spadá větší část hřbetu. Potok Brodec tekoucí pod severním zakončením hřbetu je levým přítokem Divoké Orlice. Jediný svah v jižním zakončení spadá do povodí Loučné resp. Vlčkovského potoka.

## Vegetace
Vrcholová partie hřbetu je téměř souvisle zalesněna. Přerušení nejsou významná, ale pás lesa často úzký, zejména v severní části. Na svazích se nacházejí pole a louky. Prostor okolo průlomu Tiché Orlice spadá do Přírodního parku Orlice.

## Komunikace
Průlomem Tiché Orlice je vedena železniční trať Kolín - Česká Třebová, která je sledována cyklostezkou a cyklotrasou 4061. Významnější silniční komunikace, které procházejí napříč hřbetem jsou (od severu):
- Silnice II/312 Choceň – Žamberk
- Silnice II/315 Choceň – Ústí nad Orlicí
- Silnice II/360 Litomyšl – Ústí nad Orlicí
- Silnice II/358 Litomyšl – Česká Třebová lemující jižní okraj

## Stavby
Do svahů hřbetu sice často zasahuje zástavba přilehlých obcí, ale přímo ve vrcholové ose se nachází pouze východní okraj Sudislavy nad Orlicí. Mezi zajímavé stavby patří zříceniny hradů Brandýsa nad Orlicí, Orlíka a Katrštejna.